# 特捜警察ジャンポリス
『特捜警察ジャンポリス』（とくそうけいさつジャンポリス、JUMP UNDERCOVER MISSION POLICE）は、テレビ東京で2014年4月4日から2019年3月30日まで放送されていたバラエティ番組。

## 概要
前番組『サキよみ ジャンBANG!』の放送枠と番組コンセプトを受け継ぎ、集英社発行の漫画誌『週刊少年ジャンプ』『ジャンプスクエア』『Vジャンプ』『最強ジャンプ』に関連した情報を伝えていく内容。
出演者が「地球とジャンプの平和を守るため」に結成された「ジャンポリス」として、ジャンプ4誌の連載作品の謎を調査したり、ジャンプの作品に関するイベントレポートなどを行う。
2016年4月8日より、放送時間を5分繰り上げ、毎週金曜日 17:55 - 18:25（JST）の放送となった。
2017年4月1日より『リルリルフェアリル〜魔法の鏡〜』と枠交換する形で毎週土曜日 10:00 - 10:30（JST）に移動。
2019年3月30日放送分をもって放送終了した。後継番組はなく、前番組『サキよみ ジャンBANG!』から10年間続いた『ジャンプ』バラエティ番組の歴史に幕を下ろした。

## 出演者
- ジャンポリス捜査本部のデカ長（リーダー）：中田敦彦（オリエンタルラジオ、RADIO FISH）[10]
- 捜査本部に新規配属されたメンバー（管理官）：足立梨花[11]
  - 2016年は漫画家の先生の捜査ロケも不定期に行った。
- 捜査本部のデータ分析官/捜査員リーダー：生駒里奈[12][1]
  - 2016年までは年に一度の休暇と称し、J-WORLD TOKYOの捜査も行った。
- 司令官：中田や足立の上司で男性（-第50回）
- 集英社内捜査員：伊藤優衣 - 「集英社インフォマーシャル」内で出演する潜入捜査官
- ポロリス君：（キャラクターボイス：新谷良子、またはナレーションベース） - 小栗かずまたデザインの番組公式キャラクター。2014年5月30日放送分で初登場し、キャラクター名は公募され2014年7月11日放送で明らかとなった。主にロケ部分やVTRに登場する。

- 藤森慎吾（オリエンタルラジオ、RADIO FISH） - リズムゲーム「とれとれジャンプ」の考案者。エンディング前に(自身が関わるゲーム対決の際はゲーム対決直前に、FCCやゲストの対決企画の企画司会時は企画開始冒頭から)登場。毎週ジャンプマンガのコスプレをして現れる。過去に着用したコスプレについては「放送日程」の欄参照。
  - 藤森自身は当番組にほぼ毎回登場しているが、前述の通りほとんどの回でエンディング前にしか登場しないためか、番組内ではレギュラー扱いにはされておらず、あたかも準レギュラーであるかのように扱われている。
  - 2017年4月1日から裏番組の『王様のブランチ』と被るため、2017年3月31日放送分をもって降板した（番組では「充電期間で一時降板」「4月からは大人の事情で出演できません」と説明）。
- 中野博之（集英社週刊少年ジャンプ編集部）- 番組出演頻度の多い編集部員で準レギュラー、2014年8月1日の第18回の初登場時点では『週刊少年ジャンプ』副編集長[13]。編集長就任後は多忙もあり編集部員同様出演回数が激減している。

### ジャンポリス捜査員
※いずれも出演時、乃木坂46。「バイきんぐ小峠英二殺せんせー疑惑」の捜査員。6人とも生駒と同じ1期生。
- 若月佑美 - 2016年4月15日放送分のスタジオにも出演
- 高山一実
- 松村沙友理
- 秋元真夏 - 2016年4月15日放送分のスタジオにも出演
- 斉藤優里
- 桜井玲香

### JUMPRISON
※2014年12月5日の1時間拡大出張スペシャルでジグザグジギーが釈放された為、2014年12月12日以降の牢屋は空席となっている。
- ジグザグジギー (池田勝・宮澤聡)

### 妄想容疑者
※2014年7月25日（第17回）の初出演以降、コーナーとコーナーの間にこっそり出演、監視役のポロリス君に出演毎ツッコまれる。- 2014年9月12日（第24回）
- どぶろっく（森慎太郎・江口直人）

### 遊☆戯☆王カードショップ パトロール!
- お侍ちゃん ※2014年4月11日、第2回放送より不定期出演
- マスター赤馬 ※2014年9月5日（第23回）よりお侍ちゃんのデュエル師匠として不定期出演
- 森澤哲也(ちびお侍ちゃん)[注訳2015 1]※2015年6月19日、（第62回）よりお侍ちゃんの付き人として一時的にパトロールする事に

### ジャンポリスアカデミー生
※不定期開催のネタ見せ回『ジャンポリゴングショー』でジャンプ漫画を題材にしたネタを披露するお笑い芸人で、捜査員の候補生。実際に捜査官に昇格した芸人については備考か「放送日程」の欄参照。
| No. | 芸名                                                  | 担当漫画                                                                                                 | 備考 |
| --- | ----------------------------------------------------- | --- | --- |
| 1   | じゅんいちダビッドソン                                | | |
| 2   | ソフトアタッチメント                                  | ハイキュー!!                                                                                             | |
| 3   | ギフト☆矢野                                           | トリコ                                                                                                   | 2014年5月16日の第7回初出演時以降、トリコ担当捜査官。 2015年は食戟のソーマ米アート担当捜査官。 2015年末より2016年にかけては背すじをピン!と社交ダンス担当捜査官。 2016年夏は火ノ丸相撲臨時捜査官兼相撲部長。 |
| 4   | おさる                                                | | 書道で『うれCY』 |
| 5   | R藤本                                                 | ドラゴンボール                                                                                           | ベジータ衣装着用 2016年3月25日放送分の第99回にドラゴンボール担当捜査官。 |
| 6   | ハリウッドザコシショウ                                | ドラゴンボール                                                                                           | かめはめ波をする古畑任三郎漫談 |
| 7   | オラキオ体操クラブ                                    | | インドでの実写映画版『ONE PIECE』や『ドラゴンボール』 |
| 8   | ツィンテル                                            | 僕のヒーローアカデミア                                                                                   | 2015年3月20日の第49回以降、ミニコーナー「オールナッシング」レギュラー捜査官。 |
| 9   | 伊藤広大（こりゃめでてーな） 一木陵平（ハンマミーヤ） | トリコ                                                                                                   | 2015年10月16日の第79回以降に伊藤が、矢野の代打のトリコ担当捜査官として捜査。また、銀魂担当捜査官としても2016年9月2日の第121回に                                                                            |
| 10  | エレファンツ                                          | HUNTER×HUNTER                                                                                            | |
| 11  | ハニートラップ                                        | 暗殺教室                                                                                                 | |
| 12  | ジグザグジギー                                        | トリコ                                                                                                   | 釈放後は、遊軍捜査官となり、本部のスタジオにも出演。 |
| 13  | ねじ                                                  | 銀魂 | |
| 14  | プー＆ムー                                            | 『週刊少年ジャンプ』連載漫画の登場キャラの動きをピックアップしたオリジナル体操「ジャンポリ体操」を考案。 | 2015年10月9日放送分の第78回以降、ジャンポリ体操担当捜査官 |
| 15  | コウメ太夫                                            | | ジャンプあるある |
| 16  | タイムマシーン3号                                     | | 3代目の#ゲーム捜査官。2回目は、何でも太らせるブクブクの助でジャンプキャラを太らせる |

### ゲーム捜査官
※2014年9月19日放送の第25回で一度は関口ジョニーズに決まったが、中田らが不服として2014年11月14日の第33回以降にジャンプ関連ゲームを取り上げる度に不定期出演している。なお、関口ジョニーズは2015年11月12日の第82回以降不定期にて遊☆戯☆王バトル再現担当として乱入している。
- 山本浩司（タイムマシーン3号）
- 関太（タイムマシーン3号）

### 最強ジャンプ漫画掲載への道
- 浜口裕章（オオカミ少年）※2014年11月28日の第35回で、最強ジャンプ宣伝大使のサイ・ジャックに漫画の腕を見い出され、最強ジャンプへ読み切り漫画「アホアホ警察ジャンポリス」を掲載する事に。
- 真鍋廉（週刊少年ジャンプ編集部）※初代担当編集

### ナレーション
- 近藤隆
- 新谷良子

## 放送日程

### 主なコーナー
伊藤優衣潜入捜査官による集英社インフォマーシャル以外は、いずれのコーナーも不定期放送となる。過去に存在したコーナーについては主に#放送日程を参照。
- ジャンピン！＜JUMP IN!＞

オリラジ、足立、生駒が『ジャンプ』連載漫画の登場キャラクターを演じ、漫画をアフレコしたものを不定期に放送。前身番組『サキよみ_ジャンBANG!』でのVOMICコーナーにあたる。稀に、演技派女優の足立が2役を演じる場合がある。ホラー映画主演女優経験がある生駒は役に性別を問わない場合がある（生駒が少年役を演じる場合の理由は生駒が少年っぽく見られる場合もあるので）。放送後に、捜査漫画として扱う場合がある。取り上げた漫画は、そのジャンピン!放送回で藤森のコスプレの題材にされる場合も。2016年7月1日放送分の12回目-2016年11月14日の15回目まではエンディング提供バック後のアディショナルタイムとして放送する事と。『週刊少年ジャンプ』だけを扱っていた前番組とは違い、傾向としては『週刊少年ジャンプ』だけではなく月刊誌の『ジャンプSQ.』作品やWebコミックの『少年ジャンプ+』のジャンプ・コミックス化作品も扱う。2017年9月2日の26回目以降より作品の価値観を高めるため配役が表示されない場合が多い。
* ジャンポリメンバー30秒で答えましょう!
- - 2018年5月13日放送分（第207回）で開始。視聴者の質問にジャンポリメンバーの中田・生駒・足立が答えるエンディング後ロスタイム30秒のミニコーナー。
- ジャンプコミックスどこが変わった？
  - 2017年2月24日放送分（第143回）での第1問の出題を、土曜日移動に伴いレギュラーコーナー化。30秒間でジャンプコミックスの表紙の一部分が変化する。30秒後の一部分が変化したジャンプコミックスは未発売。
- ジャンポリ週末星座占い
  - 2017年6月3日分の第158回以降に、ジャンポリスレギュラー陣（第196回以外は、中田・足立・生駒のうち）の1名がエンディングで占い師的衣装で、12星座占いの中で1番ラッキーな星座に見合うお勧めラッキー漫画を紹介。コーナー初回放送分の占い監修は飯塚唯
- ジャンポリゲーム研究所（仮）
  - 2017年5月27日放送分（第157回）で開所。当コーナー限定着用白衣姿の足立[66]が研究員を兼任し、週刊少年ジャンプ連載漫画を用いたコンピュータゲームの研究をそのゲームのカリスマを本部に招いて行う。使用ゲームは対戦公式が多い。カリスマと一緒に足立のワンポイントアドバイスのミニコーナーも挿入される。

### 2018年4月現在に近況進行中の企画
- 熱血デュエリストたちのレジェンドカード
  - 2018年2月24日の第196回以降、声優の南雲大輔が、遊☆戯☆王でデュエリスト達に重宝され多用された「レジェンドカード」を1枚ずつ紹介。
  - 2017年10月14日の第177回から1クール、「デュエルキングへの道」として、「Yu-Gi-Oh！ World Championship 2012」チェコ国内予選上位入賞者で、俳優の副島和樹[49]が、『遊☆戯☆王DUEL LINKS』で最高位デュエルキングの称号を1ヶ月以内に目指す。
  - 後述の南雲大輔、同じくJonny（銀河と牛）、西村瑞樹（バイきんぐ）、岡田康太（カハラ）、石野瑠見、岩間舞（ガンプラタレントで元B-BG）[48]が、1対1のトーナメントで『遊☆戯☆王DUEL LINKS』を用い争い、Jonnyが優勝した「ジャンポリ最強デュエリスト決定戦」も2017年7月1日放送分の第162回〜9月9日放送分の第172回に行われた。
  - さらに、スマートフォン対応コンピュータゲーム『遊☆戯☆王DUEL LINKS』の中で、毎回違うテーマに沿った最も引きたいと思ったカードを、後述の孤高のデュエリストに出演していた声優の南雲大輔、遊☆戯☆王芸人ことJonny（銀河と牛）、後述の遊☆戯☆王企画でおなじみの関口ジョニーズが各自紹介していた「遊☆戯☆王デュエルリンクス俺たちのナンバー1」があった。
  - 後述の遊☆戯☆王デュエルモンスターズ_最強カードバトル!で優勝したレインボーの池田直人（2017年2月17日放送の第142回以降はシーズン2として関口ジョニーズ、2017年3月17日の第146回以降は顔出実写で声優の南雲大輔）が、実戦形式でカードゲーム遊☆戯☆王のあるあるを披露するのが「孤高のデュエリスト」。
  - コーナー名と同名のコンピュータゲームで、関口ジョニーズ、池田直人（レインボー）、岡田康太（オレンジサンセット）、陶山恵美里(虹のコンキスタドール)、グラビアアイドルの立花このみ[42]らが、トーナメント形式デュエルを行い捜査本部への出演権を懸けたが、池田が関口ジョニーズに決勝戦で敗れるも、関口の本部襲来の際に藤森によって敗者復活し関口へリベンジ、その勢いで足立にも勝利した池田が優勝した。
  - 2015年11月20日分の第84回以降不定期放送の「遊☆戯☆王捜査 このターンどうする？」として、関口ジョニーズやオレンジサンセットの岡田康太が、デュエルのシチュエーションシミュレート戦略を自己流に行うものだったが…
  - 2015年12月18日放送分の第87回で岡田や関口がスタジオ登場時にデュエルの腕を中田らに疑問に持たれたので、(岡田or関口が、1名ずつ隔週交代で)実戦を積む為に実際に一般市民とデュエルする「チーム遊☆戯☆王がデュエリストと真剣勝負」で実力をつけたが…。
  - そして、無名デュエリストで探検服姿の関口ジョニーズことインディ・ジョニーズが、遊☆戯☆王の世界大会日本予選に出場したが、2016年6月21日放送分の第111回で関口が残念な結果（後述の矢野とは対照的）になってしまった。
- ジャンポリ相撲部（ギフト☆矢野 捜査官担当企画）
  - ギフト☆矢野ジャンポリ相撲部長と、や団の本間徹哉とロングいとう（や団）が相撲を特訓し、2016年8月6日に行われたアマチュア相撲の大会（日本相撲協会進級試験親善相撲大会初段の部）[67]で矢野やいとうは初陣を飾れなかったが、本間が準決勝まで勝ち3位[68]。2017年2月17日の第142回で再開、2017年3月17日の第146回で中嶋亨（や団）や犬づかまさおが加入しチーム戦の相撲大会に挑む。
- 芸人マンガ塾
  - 2016年9月9日放送の第122回に創塾設。大和一孝（スパローズ）が原案プロット、大前亮将（プリンセス金魚）がシナリオを、作画を延藤ミッツェル五朗[69]と分業し、芸人らが担当編集着任後の『週刊少年ジャンプ』の掲載を企む[70]。
- 実写再現
漫画好き芸人などが、『週刊少年ジャンプ』連載漫画のテーマ漫画コマ割から引用し、テーマ漫画のシーンを漫画コマ割のセリフや擬音からシチュエーションまで完全再現する。1時間NARUTOスペシャルの女性限定実写再現以外は、御茶ノ水男子が実写再現企画高出演率。
- 視聴者投稿調査
  - 調査は主にポロリス君が行うが、漫画に見合った専門捜査官を派遣する場合もある。視聴者投稿は2015年4月の番組1周年を機に開始された。

## スタッフ
- 企画：瓶子吉久（集英社、2017年8月5日 - ）、今井陽介（dentsu）
- 構成：藤原ちぼり（毎週）、大隈一郎、近藤雄亮、藤澤朋幸、岸野哲也、狩野孝彦[71]（大隈〜狩野→週替り交代）
- CG：パークグラフィックス
- スタジオ技術
  - TD／SW：中島浩司
  - CAM：小林孝至
  - 音声：谷口健二
  - VE：横川友之
  - 照明：白石弘志
- 美術プロデュース：小美野淳一、羽田一成（羽田→2018年4月 - ）
- 美術デザイナー：岩井愛（以前は美術制作）
- 美術制作：海老原修一（2017年8月5日 - ）
- 装置：大森俊也
- 装置操作：今井吉一
- 電飾：阿部達矢
- 装飾：田中秀和
- 持ち道具：佐藤秀治
- 小道具：佐野沙織
- 衣裳：岡﨑貴子、海老原修一
- 編集：土谷昂生
- MA：林壮樹
- 音効：竹中幸治
- 協力：集英社「週刊少年ジャンプ」編集部、「ジャンプスクエア」編集部、「Vジャンプ」編集部、「最強ジャンプ」編集部
- 技術協力：スウィッシュ・ジャパン、プログレッソ、浜町スタジオ、The KingMaker、東洋レコーディング
- 美術協力：アックス、東宝コスチューム
- 衣装協力：Acos
- ヘアメイク：佐野美穂子
- 番組宣伝：西野友貴（テレビ東京）
- ロケ制作：デフロスターズ[72]（以前は、協力）
- AD：市川凌太、岩本結衣、今津和章、菅原惇史（菅原→一時離脱→復帰）、山田大湖
- ディレクター：水落誠一（水落→以前は、演出→制作プロデューサー）（隔週）、岡山一尋（水落・岡山→一時離脱→復帰）、関谷優作、木村慶彦、志賀裕史（木村・志賀→共に以前は、AD）、松野亮、鈴木圭介、近藤利明（近藤→一時離脱→復帰）
- AP：二階堂恵
- 演出：中野ノブアキ
- プロデューサー：菅沢正浩（テレビ東京）、本多祐（2016年5月6日 - ）、山口和喜
- 制作協力：SCRATCH、BACK NlNE（BACK→2018年4月 - ）
- 製作：テレビ東京、dentsu

### 過去のスタッフ
- 企画：近藤裕、杉山豊、鈴木晴彦（集英社、第111回以降）[73]
- 構成：横田総之
- CG：岩澤新平
- 音声：牧野正義
- VE：粕谷弘樹
- 美術プロデュース：川崎光紘（川崎→初回放送時は、美術制作）
- 美術デザイナー：岡嶋正浩
- 美術制作：岡田朋子
- 持道具：寺澤麻由美
- 編集：重田祐作
- 技術協力（金曜18：00開始時代）：ytv Nextry、千代田ビデオ
- ヘアメイク：ViViD
- 番組宣伝：石原裕也、波多野友梨、金珠愛（テレビ東京）
- 協力：犬づかまさお[20](第18回以降)[要出典]
- AD：久留米沙恵、高栖安有果、有吉雅樹、佐久間実空、山崎勇人、斉藤大祐
- ディレクター：岡野創
- AP：小八重泰臣（小八重→2017年3月3日 - ）
- プランニングマネージャー：廣部琢之（テレビ東京）

## ネット局
| 放送地域       | 放送局                | 放送日時                                                                                                 | 放送系列       |
| -------------- | --------------------- | --- | -------------- |
| 関東広域圏     | テレビ東京 （製作局） | 毎週土曜10:00-10:30 第149回以降の放送時間。 第100回以前は金曜18:00-18:30。 第148回以前は金曜 17:55-18:25 | テレビ東京系列 |
| 北海道         | テレビ北海道          | 毎週土曜10:00-10:30 第149回以降の放送時間。 第100回以前は金曜18:00-18:30。 第148回以前は金曜 17:55-18:25 | テレビ東京系列 |
| 愛知県         | テレビ愛知            | 毎週土曜10:00-10:30 第149回以降の放送時間。 第100回以前は金曜18:00-18:30。 第148回以前は金曜 17:55-18:25 | テレビ東京系列 |
| 大阪府         | テレビ大阪            | 毎週土曜10:00-10:30 第149回以降の放送時間。 第100回以前は金曜18:00-18:30。 第148回以前は金曜 17:55-18:25 | テレビ東京系列 |
| 岡山県・香川県 | テレビせとうち        | 毎週土曜10:00-10:30 第149回以降の放送時間。 第100回以前は金曜18:00-18:30。 第148回以前は金曜 17:55-18:25 | テレビ東京系列 |
| 福岡県         | TVQ九州放送           | 毎週土曜10:00-10:30 第149回以降の放送時間。 第100回以前は金曜18:00-18:30。 第148回以前は金曜 17:55-18:25 | テレビ東京系列 |

### 放送時間
- 2014年4月4日 - 2016年4月1日
  - 毎週金曜日 18:00 - 18:30
- 2016年4月8日 - 2017年3月31日
  - 毎週金曜日 17:55 - 18:25[2]
- 2017年4月1日 - 2019年3月30日
  - 毎週土曜日 10:00 - 10:30に移動[4]

12月に年に一度だけ特番が組まれる事があるが、右上の番組テンプレートか、「放送日程」の欄参照。